# Psyche (sonda kosmiczna)
Psyche – sonda kosmiczna amerykańskiej agencji NASA, która ma zbadać planetoidę (16) Psyche. Została wystrzelona 13 października 2023 roku, ma dotrzeć do swojego celu w 2029 roku.

## Nazwa
Sonda nosi tę samą nazwę co jej cel: (16) Psyche, szesnasta odkryta planetoida, nazwana imieniem bogini z mitologii greckiej.

## Cele misji

Emblemat misji znajdujący się na oficjalnych naszywkach

Sonda Psyche ma dotrzeć do nietypowej planetoidy, której badania mogą przynieść nowe informacje o początkach Układu Słonecznego i składzie jąder planetarnych. Planetoida Psyche należy do typu M; ma wysoką gęstość i jest bogata w metale, w tym żelazo. Jej pochodzenie nie jest jasne, może być pozostałością żelaznego jądra planetozymala. Jest to duży obiekt, ma długość ok. 280 km wzdłuż najdłuższej osi.

## Instrumenty
Przyrządami badawczymi sondy są:

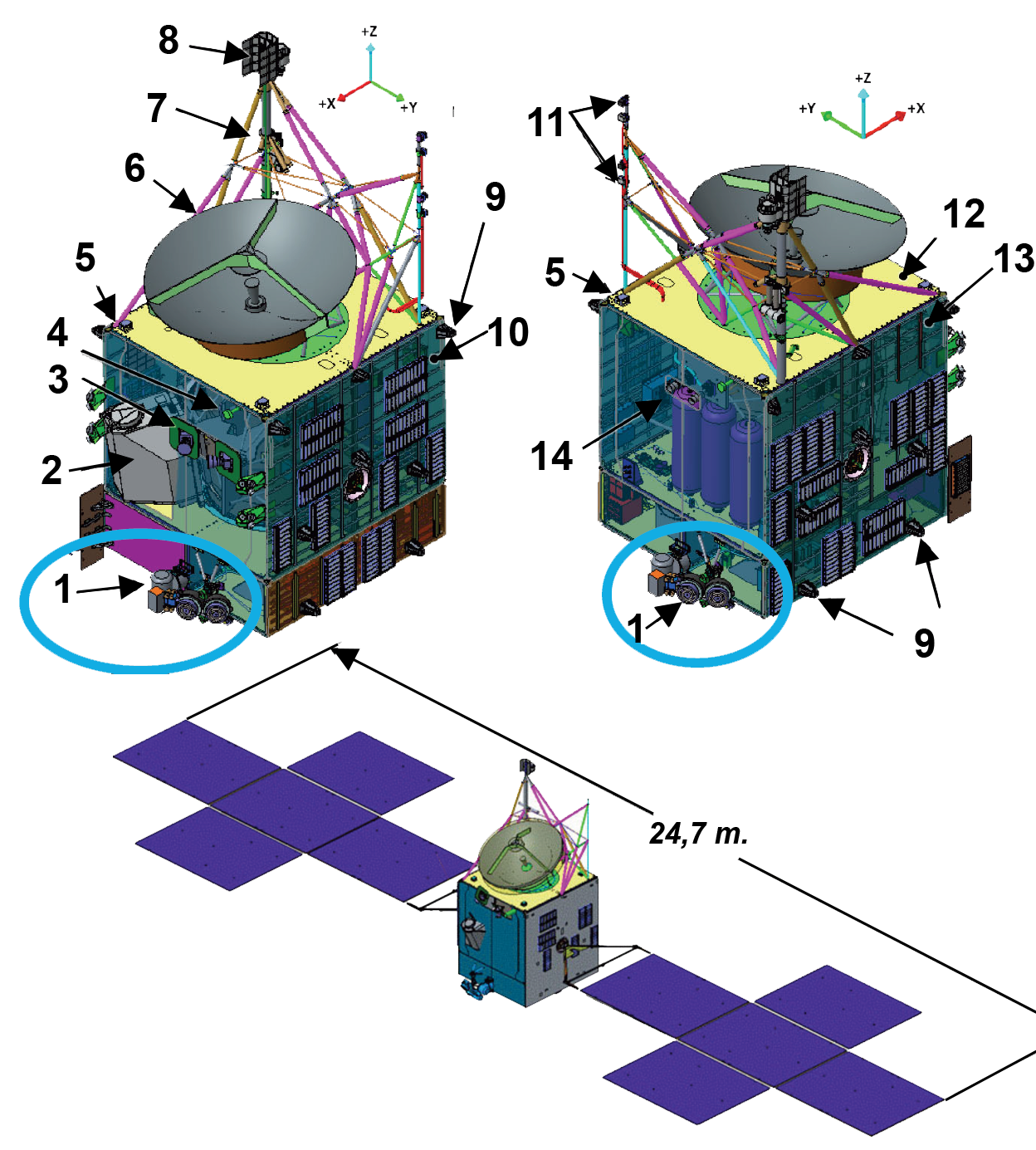
Instrumenty na pokładzie sondy:
1. Silniki Halla
2. Optyczny system telekomunikacyjny
3. Szukacze gwiazd
4. Antena o niskim zysku
5. Czujnik Słońca
6. Antena o dużym zysku w paśmie X
7. Spektrometr neutronowy
8. Spektrometr promieniowania gamma
9. Silniki na zimny gaz
10. Panel -Y
11. Magnetometr
12. Pokład górny
13. Panel +Y
14. Kamery wielowidmowe (x2)

- multispektralny instrument obrazujący – zestaw dwóch kamer z filtrami i soczewkami teleskopowymi do zobrazowania powierzchni w świetle widzialnym i bliskiej podczerwieni;
- spektrometr promieniowania gamma i neutronów – do zbadania składu powierzchni poprzez badanie emisji wtórnej, powstającej wskutek reakcji promieniowania kosmicznego z powierzchnią;
- magnetometr – w celu wykrycia i zbadania reliktowego pola magnetycznego planetoidy[2].

Ponadto system telekomunikacji sondy, używany do przesyłania poleceń i danych między Ziemią a Psyche, zostanie wykorzystany w eksperymencie grawitacyjnym. Analiza sygnałów radiowych w paśmie X, na które wpłynie pole grawitacyjne planetoidy, pozwoli na zbadanie jego struktury. Dodatkowo przeprowadzony zostanie eksperyment technologiczny DSOC (Deep Space Optical Communications), polegający na przesyłaniu danych za pomocą lasera podczerwonego, niezależnie od komunikacji radiowej.

## Historia
W 2017 roku NASA ogłosiła wybór kolejnych misji programu Discovery. Z pięciu projektów wybrano dwie misje do planetoid: Psyche i Lucy. Na dalszą przyszłość zostały odłożone projekty misji do Wenus: VERITAS i DAVINCI, oraz teleskop kosmiczny do obserwacji obiektów bliskich Ziemi, nazwany NEOCam.
Sonda została wystrzelona 13 października 2023 roku z Centrum Kosmicznego Johna F. Kennedy’ego na Florydzie, za pomocą rakiety Falcon Heavy.
W maju 2026 roku sonda ma przelecieć w pobliżu Marsa, aby wykorzystać manewr asysty grawitacyjnej i skierować się do pasa planetoid. Pod koniec lipca 2029 sonda ma zostać przechwycona przez grawitację (16) Psyche, wejść na orbitę wokół tego ciała i od sierpnia rozpocznie swoją misję podstawową. Ma ona potrwać do listopada 2031 roku.